# مجاعة تشاليسا
جاءت مجاعة تشاليسا في 1783-1784 في شبه القارة الهندية في أعقاب أحداث النينيو غير العادية التي بدأت في عام 1780 وتسببت في حدوث حالات جفاف في جميع أنحاء المنطقة. تشير تشاليسا (حرفيا، «الأربعون» في الهندوستانية) إلى تقويم فيكرام سامفات عام 1840 (1783). أثرت المجاعة على أجزاء كثيرة من شمال الهند، لا سيما أقاليم دلهي، وأوتار براديش الحالية، وشرق البنجاب، وراجبوتانا، وكشمير، ثم حكمها حكام هنود مختلفون. سبقت تشاليسا مجاعة في العام السابق، 1782-1783، في جنوب الهند، بما في ذلك مدينة مدراس والمناطق المحيطة بها (تحت حكم شركة الهند الشرقية البريطانية) وفي مملكة ميسور الممتدة (تحت حكم حيدر علي وتيبو. سلطان).

### استشهاد عام
- Bayly، C. A. (2002)، Rulers, Townsmen, and Bazaars: North Indian Society in the Age of British Expansion 1770–1870، Delhi: Oxford University Press.  Pp. 530، ISBN:0-19-566345-4
- Grove، Richard H. (2007)، "The Great El Nino of 1789–93 and its Global Consequences: Reconstructing an Extreme Climate Event in World Environmental History"، The Medieval History Journal، ج. 10، ص. 75–98، DOI:10.1177/097194580701000203
- Imperial Gazetteer of India vol. III (1907)، The Indian Empire, Economic (Chapter X: Famine, pp. 475–502، Published under the authority of His Majesty's Secretary of State for India in  Council, Oxford at the Clarendon Press.  Pp. xxx, 1 map, 552.
- Stokes، Eric (1975)، "Agrarian Society and the Pax Britannica in Northern India in the Early Nineteenth Century"، Modern Asian Studies، ج. 9، ص. 505–528، DOI:10.1017/s0026749x00012877، JSTOR:312079